# Farkas Szerafin Ferenc
Farkas Szerafin Ferenc (Győr, 1842. október 6. – Andocs, 1913. december 14.) Szent Ferenc-rendi áldozópap, egyházi író, teológus.

## Élete
Középsorsú iparos szülők gyermeke. A gimnáziumot szülővárosában végezte; 1857-ben a Ferenc-rendiek Szűz Máriáról nevezett rendtartományába lépett és az újoncévet Búcsúszentlászlón töltötte; a bölcseletet Nyitrán és Boldogasszonyban végezte. A teológiát Nagyszombatban két évig, Pozsonyban egyig és Érsekújvárt szintén egyig tanulta; utóbbi helyen 1863-ban ünnepélyes fogadalmat tett és tanárnak alkalmazták a katolikus algimnáziumhoz. 1865-ben misés pappá szenteltetett és két évi tanárkodás után 1874-ig a zárda-templomokban hitszónoki tisztet viselt; azután 1884-ig a rendi növendékek teológiai tanára volt. A kötelező tíz év betöltése után egy-két helyt mint praesidens, vagy mint másodházfőnök, később Dinnyésen helyettes lelkészi minőségben négy évig működött. Később Érsekújvárt lakott mint házi lelkiatya.
Cikkei és költeményei a következő lapokban jelentek meg: Idők Tanúja (1874. jan. 3. sz. A kisdedek karácsonyi öröme, 1880. Egyházi krónika sat.), Pápai Lapok (1876-1877. 1886-1887.), Érsekujvár és Környéke (1880.), Magyar Állam (1881. 1883. 1886. 1887. 1889-90.), Korunk (1887.) Székesfejérvár és Vidéke (1888. Porpáczy Pál), Érsekujvár és Vidéke (1891, Körész Kelemen); az István bácsi Naptárába (1877. 1882.) is írt alkalmi költeményeket és a Mátyás Diák humorisztikus lapba (1873.) epigrammákat Lupus névvel.

## Munkái
- Üdvkoszorú nagys. és főt. Tolnay Antal kanonok s nagy-czenki lelkész névünnepélyére, Sopron, 1871 (költemény)
- Statua vocalis. Honoribus A. R. P. Vitalis Vidovits... Tyrnaviae, 1875 (hexameterekben)
- Carmen Honor. rev. dni Josephi Boltizár... vicarii et caus. aud. generalis. Tyrnaviae, 1875
- Syncharisticon Honor. M. V. P. Camilli Sántroch; Tyrnaviae, 1876 (költemény)
- Prosphoneticon. Honor. A. R. P. Martiniani Farmady... Provincialis... Tyrnaviae, 1876
- Scriptores Ordinis Min. S. P. Francisci Provinciae. Hungariae Reformatae nunc S. Mariae. Posonii, 1879 (Ism. Religio, M. Állam, M. Korona, Irodalmi Szemle, Uj M. Sion, a temesvári Havi Közlöny, Egri Egyházm. Közlöny és a bécsi Gemeinde Zeitung)
- Prosphoneticon. Honor. A. R. P. Gaudentii Guggenbichler... Commissarii Visit. Generalis. Posonii, 1884
- Genethliaco-onomasticon. Honor. A. R. P. Georgii Martiniani Farmady... provincialis... Posonii, 1884
- Statua vocalis. Hon. excell. ill. ac rev. Augistini Roskoványi de eadem... episcopi... dum jubilaeum XXV. annorum episcopatus... Posonii, 1884 (névtelenül)
- Monimentum pietatis... Leo XIII. pontifex maximus... Bpest, 1888 (a szerzet hódolati ódája; csak három példányban nyomatott névtelenül)
- A keresztény család. Nagyböjti szent beszédek. Wörner nyomán szabadon dolgozva. Pozsony, 1890 (A jó Pásztor X. évf. melléklete)
- Vallási megfontolások. Francziából magyarítá, kiadta Lepsényi Miklós. Pozsony, 1890 (Ism. P. Napló s Religio)
- A hit a modern tudománynyal szemben. Irta Mgr. Ségur. Az újabb franczia kiadás után magyarítá; kiadta Lepsényi M. Pozsony, 1891 (Ism. Religio)
- A Mária-havi ájtatosságnak eredete, czélja, haszna és terjesztésének módja. Székesfehérvár, 1892 (névtelenül)